# Argyra sviridovae
Argyra sviridovae är en tvåvingeart som beskrevs av Selivanova och Negrobov 2006. Argyra sviridovae ingår i släktet Argyra och familjen styltflugor. Inga underarter finns listade i Catalogue of Life.